# Lucy Doraine
Lucy Doraine (22 de mayo de 1898-14 de octubre de 1989) fue una actriz húngara de cine mudo, que vivió y trabajó en Austria y Estados Unidos.

## Biografía
Estudió arte dramático en la Escuela de Arte Dramático Rákosi Szidi, a pesar de la oposición de sus padres. La carrera de la actriz fue dirigida por Mihály Kertész. En mayo de 1919, Mihály Kertész recibió una oferta de la compañía cinematográfica Sascha y abandonaron Hungría.

### Carrera
Sus primeros papeles en el cine fueron en las películas de Mihály Kertész realizadas en la fábrica de cine Kino-Riport (The Medic, 1916; Farkas, 1916). En 1919 apareció en Éj és virradat, de Ödön Uher, en Kutató Sámuel, de Márton Garas, y en Jön az öcsém című, de Mihály Kertész. En Viena, cambió su nombre artístico a Lucy Doraine y debutó como "femme fatale" en el melodrama de Mihály Kertész A fekete kesztyűs hölgy. Después se convirtió en una protagonista habitual de las películas austriacas de Mihály Kertész. Juntos hicieron nueve películas en Viena. La más notable fue Szodoma és Gomorra, estrenada en 1922, que tardó un año en realizarse y se rodó en uno de los decorados más monumentales jamás construidos. Fue su última película juntos.
Su carrera continuó en Múnich y luego en Berlín. Hasta 1927 protagonizó diez películas alemanas, entre ellas comedias de Felix Basch y Richard Eichberg. Entre sus socios se encuentran Hans Albers y Conrad Veidt. En 1928, el deseo de alcanzar la fama mundial le llevó a Hollywood, donde al principio fue recibido con entusiasmo y fue aclamada como la sucesora de Pola Negri. Su primer papel fue en el drama de First National Pictures Adoration, basado en la historia de Lajos Bíró. Mientras tanto, las películas habladas iban ganando terreno, y su acento húngaro hacía que cada vez tuviera papeles más pequeños. En 1930, en la película de aviación de gran éxito de Howard Hughes, Pokol angyalai, sólo se le dio un papel de episodio de pocas frases. Su última aparición fue en la versión alemana de la película de Metro-Goldwyn-Mayer Trial of Mary Dugan. Tenía 33 años cuando terminó su carrera cinematográfica.

## Vida privada
En 1915 se casó con Mihály Kertész, director de cine. En noviembre de 1915 tuvieron una hija, Kató. Luego se casó con Edwin Herd Humason.

## Filmografía
- Az ezüst kecske (1916)
- A magyar föld ereje (1917)
- Farkas (1917)
- A napraforgós hölgy (1918)
- Kutató Sámuel (1919)
- Éj és virradat (1919)
- Jön az öcsém (1919)
- A fekete kesztyüs hölgy (1919)
- Damaskusz csillaga (1920)
- Isten ostora (1920)
- Lucy Dorain probiert neueste Pariser Modelle bei Blanche (1920)
- Mrs. Tutti-Frutti (1921)
- A sátán naplója (1921)
- Egy asszony, aki ölt (1921)
- Weil ich Dich liebe (1921)
- A rémület útjai (1921)
- Szodoma és Gomora (1922)
- Opfer der Liebe (1923)
- Die fünfte Strasse (1923)
- Gehetzte Menschen (1924)
- Die suchende Seele (1925)
- Schicksal (1925)
- Finale der Liebe (1925)
- Der Mann seiner Frau (1926)
- Der Prinz und die Tänzerin (1926)
- Lavina (1927)
- Eheskandal im Hause Fromont jun. und Risler sen. (1927)
- Adoration (1928)
- Krisztina (1929)
- A pokol angyalai (1930)
- Mary Dugan bűnpöre (1931)